# Джамаль Аш-Шаріф
Джамаль Аш-Шаріф (араб. جمال الشريف, нар. 8 грудня 1954, Дамаск) — сирійський футбольний арбітр. Арбітр ФІФА у 1984—1997 роках.

## Біографія
Як головний арбітр працював на трьох чемпіонатах світу, відсудивши 6 ігор, з яких 2 матчі він судив в рамках чемпіонату світу 1986 року, один — в рамках турніру 1990 року і три на чемпіонаті світу 1994 року, включаючи матч 1/8 фіналу між збірними Болгарії і Мексики, коли його рішення вилучити гравця болгарської збірної Еміла Кременлієва і призначити пенальті у ворота збірної Болгарії викликало багато суперечок після матчу.
Він також був одним з арбітрів на Кубках Азії 1992 та 1996 років, при цьому на першому з них він судив фінал між Японією та Саудівською Аравією, а також Кубків африканських націй 1990 1990 та 1994 років.
Серед інших міжнародних змагань, які обслуговував Джамаль були молодіжний чемпіонат світу 1985 року в СРСР, футбольний турнірі на Олімпіаді в Сеулі 1988 року (де він відсудив півфінал між Італією та СРСР) та перший розіграш Кубка конфедерацій у 1992 році.
У 2001 році ФІФА присудила йому престижну спеціальну премію ФІФА..
По завершенні суддівської кар'єри став спортивним коментатором телеканалу «Аль-Джазіра».